# 篠坂パーキングエリア
篠坂パーキングエリア（しのさかパーキングエリア）は、岡山県笠岡市篠坂の山陽自動車道上にあるパーキングエリアである。
広島県との県境近くに設置されている。

## 道路
- E2 山陽自動車道

## 歴史

### 年表
- 2016年（平成28年）
  - 6月15日 : 笠岡市が6月定例議会本会議でスマートインターチェンジ（SIC）の導入検討を発表[1]。
- 2019年（平成31年）
  - この年 : 笠岡市が2019年度（平成31年度 - 令和元年度）当初予算にSICの測量調査設計や実施計画作成のための事業費2293万円を計上[2]。
- 2020年（令和2年）
  - 10月23日：当PAにスマートインターチェンジを併設する事業が国土交通省より新規事業化[3]。
- 2023年（令和5年）
  - 2月28日 : コンビニエンスストアが新規オープン[4]。
- 2025年（令和7年）
  - 当PAにスマートインターチェンジが供用開始予定[5]。

## 施設

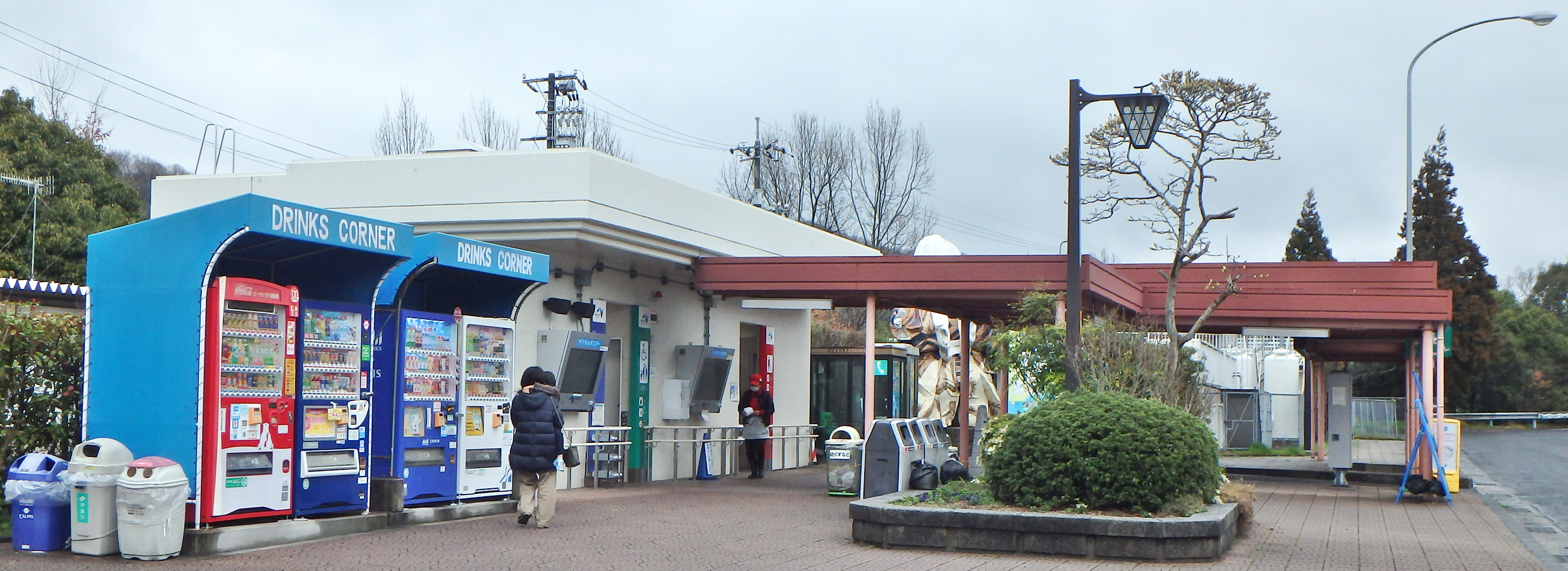
上り施設、鏡獅子の像がある

### 上り線（岡山・神戸方面）
- 駐車場
  - 大型 18台
  - 小型 26台
  - 車椅子用駐車場有
- トイレ
  - 男性 大3（和式1・洋式2）・小3
  - 女性 5（和式1・洋式4）
  - 車椅子用 1
- コンビニエンスストア「セブン-イレブン」（24時間）[4]
- 自動販売機（災害対応型自動販売機）
- 鏡獅子の像（平櫛田中）

### 下り線（広島・山口方面）
- 駐車場
  - 大型 18台
  - 小型 26台
  - 車椅子用駐車場有
- トイレ
  - 男性 大3（和式1・洋式2）・小3
  - 女性 5（和式1・洋式4）
  - 車椅子用 1
- コンビニエンスストア「セブン-イレブン」（24時間）[4]
- 自動販売機（災害対応型自動販売機）

## 隣
E2 山陽自動車道
(20)笠岡IC - 篠坂PA/SIC（SICは事業中） - (21)福山東IC

## スマートインターチェンジ
笠岡市への定住促進策の一つとして、スマートインターチェンジ（SIC）の設置が事業中である。2025年（令和7年）度に供用開始予定である。当パーキングエリアの東側には岡山県道377号山口押撫線の新道が、また西側には岡山県道・広島県道3号井原福山港線と広島県道379号坪生福山線が通っており、山陽自動車道と笠岡市西部および井原市南西部、広島県福山市東部とのアクセス改善や、福山東ICの混雑緩和が期待されるため、岡山県庁のウェブサイトにインターチェンジの併設を求める意見が寄せられていた。